# Тога

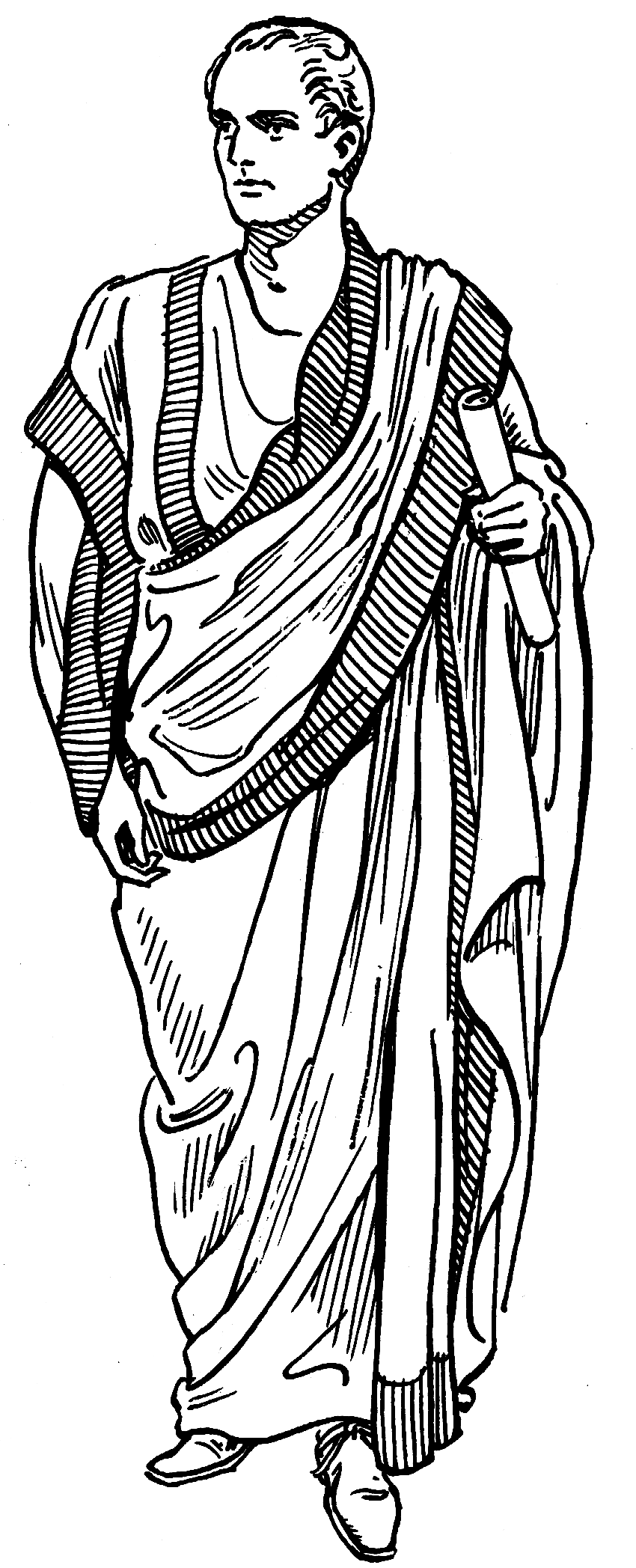

То́га (лат. toga, дос. «покривало», пов'язане з tego — «покриваю») — верхній чоловічий одяг у Стародавньому Римі.

## Опис
Це було полотно вовняної тканини еліптичної форми, яка драпувалась навколо торса через ліве плече так, що руки лишались вільними. Довжина тоги могла сягати 6 м, а округлий край міг відстояти від прямого у найширшому місці на 2 м.
Право носити тогу мали тільки римські громадяни (тому вони називалися togati, однина togatus). Засуджений до заслання римський громадянин також втрачав право носіння тоги. Первісно тоги носили й жінки, надалі жіночі тоги замінили тунікоподібні столи.

## Види
- Тога віріліс (toga virilis, «тога мужності»), також відома як toga alba або toga pura: звичайна біла тога, яку носять на офіційних заходах дорослі простолюдини чоловічої статі та сенатори, які не мали владних повноважень. Одяг символізував громадянство дорослих чоловіків і пов’язані з ним права, свободи та обов’язки; традиційно дається батьком своєму синові під час свята Лібералії, щоб відзначити початок статевого дозрівання та законного «повноліття», приблизно у віці 14 років або більше[2][3].

- Тога прете́кста (toga praetexta) — біла тога з червоною каймою, яку носили діти римських громадян до досягнення повноліття (хлопчики до 16 років, дівчата до шлюбу), а також вищі посадові особи. Цей одяг офіційно носили:
  - Курульні магістрати під час виконання своїх офіційних обов'язків, і традиційно царі Риму[2].
  - Вільнонароджені хлопчики до повноліття[4] та, за деякими припущеннями, вільнонароджені дівчата до шлюбу[5][6]. Це означало їхній захист законом від сексуального домагання та аморального впливу. Претексту вважали ефективною проти чорної магії, так само як булу[en] хлопчика та лунулу[en] дівчинки[2][7].
  - Деякі священики, такі як понтифіки, тресвіри епулони та Арвальські брати[8]. Різновидом релігійного облачення була габінська тога (gabinian toga) авгурів з покритою головою. Тога оперізувалася паском «cinctus Gabinus», який дозволяв священнослужителю мати вільні руки для відправлення обряду. Вважається, що габінське вбрання походить від священицької практики  давньоримського міста Габія у регіоні Лаціо.
- Тога пу́ра, тога віри́ліс (toga pura, toga virilis — «чиста тога», «тога мужів») — проста біла тога, яку носили більшість громадян по досягненні повноліття;
- Тога ка́ндида (toga candida — «білосніжна тога») — тога, вибілена в крейдяному розчині, одяг здобувачів вищих посад, вдягнутий у кандиду називався candidatus (звідси й «кандидат»);
- Тога пурпу́рея (toga purpurea) — царська і імператорська тога пурпурового кольору (порфіра, багряниця);
- Тога пальмата (toga palmata) — тога з рослинним орнаментом, яку носили консули й магістрати;
- Тога трабея (toga trabea) — тога з горизонтальними смугами, одяг саліїв і авгурів;
- Тога пі́кта (toga picta — «оздоблена тога») — розшита тога тріумфаторів;
- Тога пу́лла, тога со́рдида (toga pulla, toga sordida — «темна тога», «скорботна, мізерна тога») — тога темно-сірого кольору, носилася як жалобний одяг і звинувачуваними.